# Ludovic Obraniak
Ludovic Joseph Obraniak (ur. 10 listopada 1984 w Longeville-lès-Metz) – francusko-polski piłkarz, który występował na pozycji pomocnika. W latach 2009–2014 reprezentant Polski w piłce nożnej.

## Kariera klubowa
Ludovic Obraniak był przez cztery lata zawodnikiem klubu FC Metz, grającego w Ligue 1 – najwyższej klasie rozgrywkowej we Francji. Pewne miejsce w składzie drużyny znalazł w sezonie 2004/2005, podczas którego rozegrał 30 spotkań ligowych, strzelając w nich 2 bramki. W 2007 przeszedł do Lille OSC za kwotę około 1,2 mln € oraz za Daniela Gygaxa w rozliczeniu. W czasie niespełna pięciu lat występów w Lille, zdobył z zespołem mistrzostwo Francji w sezonie 2010/2011 oraz Puchar Francji w 2011.
11 stycznia 2012 podpisał 3,5-letni kontrakt z innym francuskim klubem Girondins Bordeaux. Zadebiutował 21 stycznia w meczu 1/16 Pucharu Francji przeciwko trzecioligowemu US Créteil, gdzie grał do 83. minuty i zaliczył asystę. Swojego premierowego gola dla Girondins Bordeaux zaliczył 4 lutego 2012 roku w meczu ligowym przeciwko Toulouse FC. 12 lutego 2012 wystąpił w wyjazdowym meczu przeciwko swojemu niedawnemu klubowi Lille OSC, zdobył dwa gole i zaliczył asystę (druga bramka zdobyta w ostatniej minucie meczu była decydująca o zwycięstwie 4:5). Jedyne trofeum z zespołem, Puchar Francji (po raz drugi w swojej karierze), zdobył 31 maja 2013.

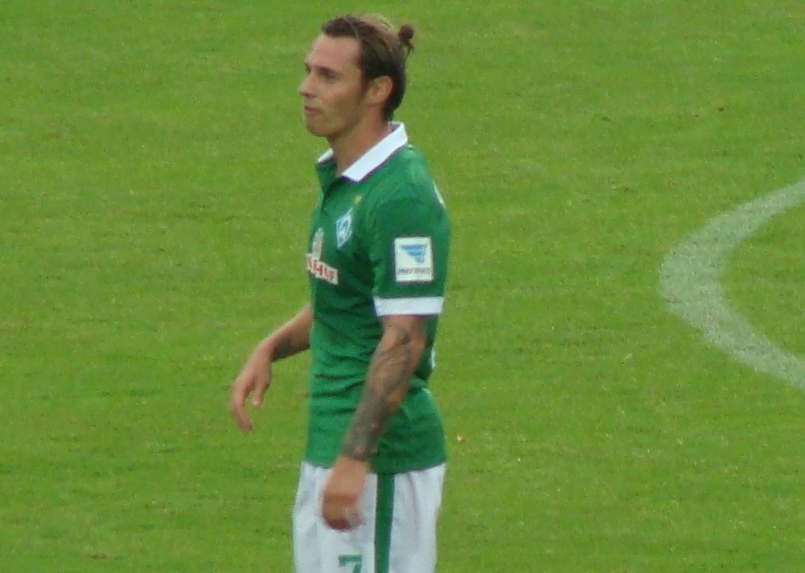
Ludovic Obraniak podczas meczu Pogoń Szczecin – Werder Brema

31 stycznia 2014 roku został zawodnikiem niemieckiego Werderu Brema, z którym związał się 2,5-letnią umową ważną do 30 czerwca 2016. W nowym klubie otrzymał numer 7 na koszulce meczowej. 15 lutego 2014, w swoim drugim meczu w barwach Werderu, zdobył swojego pierwszego gola dla zespołu, wyrównującego w 88. minucie spotkania z Borussią Mönchengladbach (1:1).
Funkcję menedżera Obraniaka pełni Daniel Neuber. 20 stycznia 2015 Obraniak został zawodnikiem tureckiego klubu Çaykur Rizespor na zasadzie wypożyczenia do końca sezonu 2014/2015. 1 lutego 2014 w swoim trzecim meczu w barwach drużyny zdobył pierwszego gola wygrywając w 34. minucie spotkania z Genclerbirligen (2:0).
Latem 2015 został zawodnikiem izraelskiego klubu Maccabi Hajfa. Po roku gry w Izraelu wrócił do Francji i związał się z AJ Auxerre. Po dwóch latach gry zdecydował się na zakończenie kariery. 

## Kariera reprezentacyjna

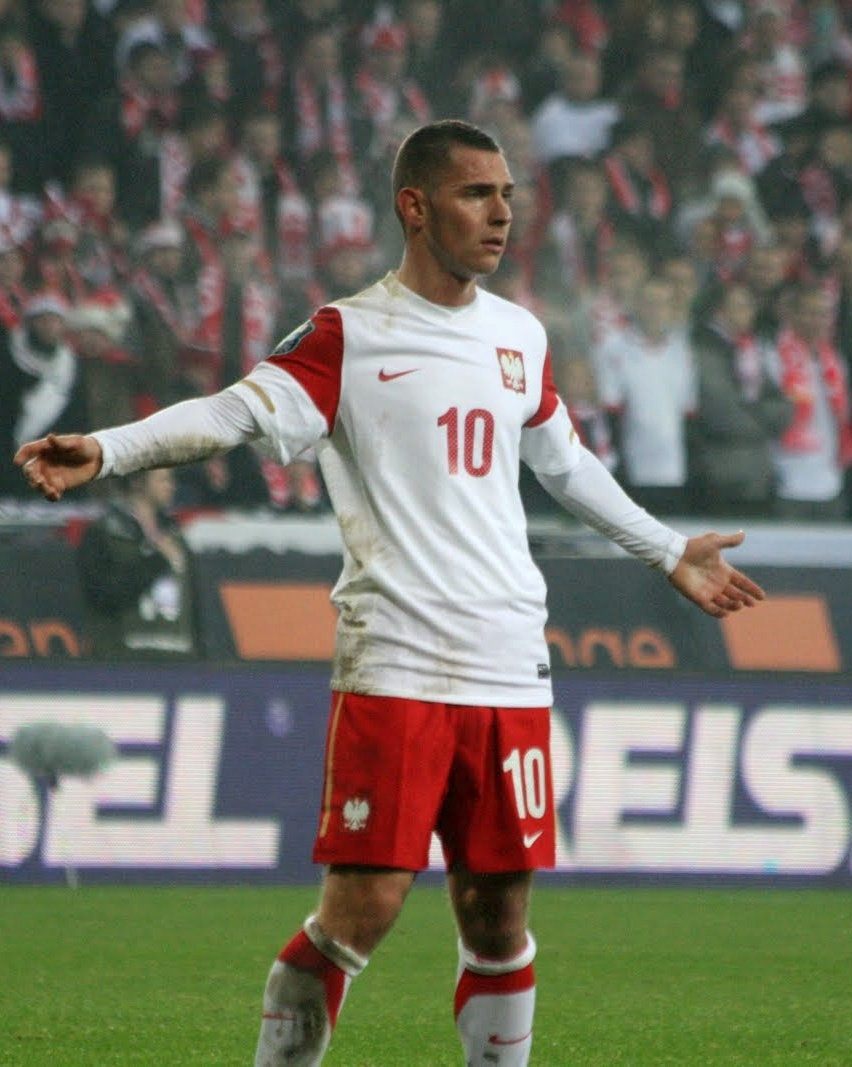
Ludovic Obraniak w barwach reprezentacji Polski (2010)

W kwietniu 2002 roku Obraniak został powołany do reprezentacji Francji U-19 na dwumecz z Jugosławią. W kadrze U-21 zagrał jeden raz, w meczu z Hiszpanią, rozegranym 17 kwietnia 2004. Zmienił wówczas Anthony’ego Le Talleca. Od momentu wejścia nowych przepisów FIFA piłkarz był jednak uprawniony do gry w polskiej reprezentacji. Zawodnik wystąpił o polskie obywatelstwo i zadeklarował chęć gry w reprezentacji Polski.
Po uzyskaniu polskiego obywatelstwa w 2009 Obraniak został powołany przez Leo Beenhakkera do reprezentacji na mecz towarzyski z Grecją 12 sierpnia 2009. Zagrał w tym meczu od początku drugiej połowy, zmieniając Euzebiusza Smolarka. W tym spotkaniu strzelił 2 bramki w 47. i 79. minucie.
W 2012 został powołany przez selekcjonera kadry Franciszka Smudę na Euro 2012. Podczas turnieju wystąpił we wszystkich trzech meczach grupowych.
16 maja 2013 ogłosił, że rezygnuje z gry w kadrze, dopóki Waldemar Fornalik będzie selekcjonerem kadry narodowej Polski. W październiku 2013 wyjaśniając swoją decyzję stwierdził, iż w kadrze nie był traktowany z należytym szacunkiem. 8 grudnia tego samego roku rozmawiał z trenerem Adamem Nawałką o swojej grze w reprezentacji. Nazajutrz w wywiadzie dla telewizji powiedział, że wyjaśnił z trenerem kilka spraw związanych z jego przeszłością i wykazał chęć ponownego grania w drużynie. Odnośnie do jego odmowy gry w kadrze, a następnie deklaracji powrotu do niej zaistniała dyskusja w polskim środowisku piłkarskim; na ten temat wypowiadali się byli reprezentanci, trenerzy, prezes PZPN Zbigniew Boniek, którzy poparli bądź skrytykowali postępowanie Obraniaka.

## Statystyki

### Statystyki klubowe
Stan na 11 maja 2018
| Sezon     | Klub               | Kraj    | Rozgrywki ligowe | Rozgrywki ligowe | Rozgrywki ligowe | Rozgrywki ligowe | Rozgrywki ligowe | Puchary europejskie | Puchary europejskie | Puchary europejskie |
| Sezon     | Klub               | Kraj    | Liga             | Mecze            | Gole             | Kartki           | Kartki           | Puchar              | Mecze               | Gole                |
| --------- | ------------------ | ------- | ---------------- | ---------------- | ---------------- | ---------------- | ---------------- | ------------------- | ------------------- | ------------------- |
| Sezon     | Klub               | Kraj    | Liga             | Mecze            | Gole             |                  |                  | Puchar              | Mecze               | Gole                |
| 2002–2003 | FC Metz            | Francja | Ligue 2          | 9                | 0                | 0                | 0                | -                   | -                   | -                   |
| 2003–2004 | FC Metz            | Francja | Ligue 1          | 9                | 0                | 0                | 0                | -                   | -                   | -                   |
| 2004–2005 | FC Metz            | Francja | Ligue 1          | 30               | 2                | 4                | 0                | -                   | -                   | -                   |
| 2005–2006 | FC Metz            | Francja | Ligue 1          | 31               | 1                | 4                | 1                | -                   | -                   | -                   |
| 2006–2007 | FC Metz            | Francja | Ligue 2          | 20               | 2                | 4                | 0                | -                   | -                   | -                   |
| 2006–2007 | Lille OSC          | Francja | Ligue 1          | 17               | 0                | 2                | 0                | LM                  | 2                   | 0                   |
| 2007–2008 | Lille OSC          | Francja | Ligue 1          | 35               | 2                | 4                | 1                | -                   | -                   | -                   |
| 2008–2009 | Lille OSC          | Francja | Ligue 1          | 33               | 9                | 3                | 0                | -                   | -                   | -                   |
| 2009–2010 | Lille OSC          | Francja | Ligue 1          | 29               | 4                | 1                | 0                | LE                  | 9                   | 2                   |
| 2010–2011 | Lille OSC          | Francja | Ligue 1          | 26               | 2                | 3                | 0                | LE                  | 9                   | 1                   |
| 2011–2012 | Lille OSC          | Francja | Ligue 1          | 12               | 2                | 2                | 0                | LM                  | 5                   | 0                   |
| 2011–2012 | Girondins Bordeaux | Francja | Ligue 1          | 17               | 4                | 2                | 0                | -                   | -                   | -                   |
| 2012–2013 | Girondins Bordeaux | Francja | Ligue 1          | 30               | 6                | 4                | 1                | LE                  | 8                   | 1                   |
| 2013–2014 | Girondins Bordeaux | Francja | Ligue 1          | 21               | 4                | 3                | 0                | LE                  | -                   | -                   |
| 2013–2014 | Werder Brema       | Niemcy  | Bundesliga       | 10               | 1                | 2                | 0                | -                   | -                   | -                   |
| 2014–2015 | Çaykur Rizespor    | Turcja  | Süper Lig        | 16               | 2                | 1                | 0                | -                   | -                   | -                   |
| 2015–2016 | Maccabi Hajfa      | Izrael  | Ligat ha’Al      | 26               | 3                | 10               | 0                | -                   | -                   | -                   |
| 2016–2017 | Maccabi Hajfa      | Izrael  | Ligat ha’Al      | –                | –                | –                | –                | LE                  | 2                   | 0                   |
| 2016–2017 | AJ Auxerre         | Francja | Ligue 2          | 20               | 0                | 6                | 0                | –                   | –                   | –                   |
| 2017–2018 | AJ Auxerre         | Francja | Ligue 2          | 16               | 0                | 2                | 0                | –                   | –                   | –                   |

### Mecze w reprezentacji
Stan na 8 marca 2014
| Drużyna narodowa | Rok  | Mecze | Bramki |
| ---------------- | ---- | ----- | ------ |
| Polska           |      |       |        |
| 2009             | 7    | 2     |        |
| 2010             | 5    | 2     |        |
| 2011             | 8    | 0     |        |
| 2012             | 10   | 2     |        |
| 2013             | 2    | 0     |        |
| 2014             | 2    | 0     |        |
| Suma             | Suma | 34    | 6      |

| Mecze i gole w reprezentacji | Mecze i gole w reprezentacji | Mecze i gole w reprezentacji | Mecze i gole w reprezentacji | Mecze i gole w reprezentacji | Mecze i gole w reprezentacji | Mecze i gole w reprezentacji |
| #                            | Data                         | Miasto                       | Przeciwnik                   | Gol                          | Wynik                        | Rozgrywki                    |
| ---------------------------- | ---------------------------- | ---------------------------- | ---------------------------- | ---------------------------- | ---------------------------- | ---------------------------- |
| 1.                           | 12.08.2009                   | Bydgoszcz                    | Grecja                       | Gol · Gol                    | 2:0                          | towarzyski                   |
| 2.                           | 5.09.2009                    | Chorzów                      | Irlandia Północna            |                              | 1:1                          | elim. MŚ 2010                |
| 3.                           | 9.09.2009                    | Maribor                      | Słowenia                     |                              | 0:3                          | elim. MŚ 2010                |
| 4.                           | 10.10.2009                   | Praga                        | Czechy                       |                              | 0:2                          | elim. MŚ 2010                |
| 5.                           | 14.10.2009                   | Chorzów                      | Słowacja                     |                              | 0:1                          | elim. MŚ 2010                |
| 6.                           | 14.11.2009                   | Warszawa                     | Rumunia                      |                              | 0:1                          | towarzyski                   |
| 7.                           | 18.11.2009                   | Bydgoszcz                    | Kanada                       |                              | 1:0                          | towarzyski                   |
| 8.                           | 3.03.2010                    | Warszawa                     | Bułgaria                     |                              | 2:0                          | towarzyski                   |
| 9.                           | 11.08.2010                   | Szczecin                     | Kamerun                      |                              | 0:3                          | towarzyski                   |
| 10.                          | 9.10.2010                    | Chicago                      | Stany Zjednoczone            |                              | 2:2                          | towarzyski                   |
| 11.                          | 12.10.2010                   | Montreal                     | Ekwador                      | Gol                          | 2:2                          | towarzyski                   |
| 12.                          | 17.11.2010                   | Poznań                       | Wybrzeże Kości Słoniowej     | Gol                          | 3:1                          | towarzyski                   |
| 13.                          | 9.02.2011                    | Faro                         | Norwegia                     |                              | 1:0                          | towarzyski                   |
| 14.                          | 25.03.2011                   | Kowno                        | Litwa                        |                              | 0:2                          | towarzyski                   |
| 15.                          | 29.03.2011                   | Pireus                       | Grecja                       |                              | 0:0                          | towarzyski                   |
| 16.                          | 9.06.2011                    | Warszawa                     | Francja                      |                              | 0:1                          | towarzyski                   |
| 17.                          | 10.08.2011                   | Lubin                        | Gruzja                       |                              | 1:0                          | towarzyski                   |
| 18.                          | 2.09.2011                    | Warszawa                     | Meksyk                       | 70'                          | 1:1                          | towarzyski                   |
| 19.                          | 11.11.2011                   | Wrocław                      | Włochy                       |                              | 0:2                          | towarzyski                   |
| 20.                          | 15.11.2011                   | Poznań                       | Węgry                        |                              | 2:1                          | towarzyski                   |
| 21.                          | 29.02.2012                   | Warszawa                     | Portugalia                   |                              | 0:0                          | towarzyski                   |
| 22.                          | 26.05.2012                   | Klagenfurt                   | Słowacja                     |                              | 1:0                          | towarzyski                   |
| 23.                          | 02.06.2012                   | Warszawa                     | Andora                       | Gol                          | 4:0                          | towarzyski                   |
| 24.                          | 08.06.2012                   | Warszawa                     | Grecja                       |                              | 1:1                          | Euro 2012                    |
| 25.                          | 12.06.2012                   | Warszawa                     | Rosja                        |                              | 1:1                          | Euro 2012                    |
| 26.                          | 16.06.2012                   | Wrocław                      | Czechy                       |                              | 0:1                          | Euro 2012                    |
| 27.                          | 07.09.2012                   | Podgorica                    | Czarnogóra                   | 71'                          | 2:2                          | elim. MŚ 2014                |
| 28.                          | 12.10.2012                   | Warszawa                     | Południowa Afryka            |                              | 1:0                          | towarzyski                   |
| 29.                          | 17.10.2012                   | Warszawa                     | Anglia                       |                              | 1:1                          | elim. MŚ 2014                |
| 30.                          | 14.11.2012                   | Gdańsk                       | Urugwaj                      | Gol                          | 1:3                          | towarzyski                   |
| 31.                          | 06.02.2013                   | Dublin                       | Irlandia                     |                              | 0:2                          | towarzyski                   |
| 32.                          | 22.03.2013                   | Warszawa                     | Ukraina                      |                              | 1:3                          | elim. MŚ 2014                |
| 33.                          | 05.03.2014                   | Warszawa                     | Szkocja                      |                              | 0:1                          | towarzyski                   |
| 34.                          | 13.05.2014                   | Hamburg                      | Niemcy                       |                              | 0:0                          | towarzyski                   |

## Sukcesy

### Klubowe
Lille
- Mistrzostwo Francji (1x): 2010/2011
- Puchar Francji (1x): 2011

Girondins Bordeaux
- Puchar Francji (1x): 2013

## Życie prywatne
Dziadek zawodnika, Zygmunt (1933-1986), pochodził z Pobiedzisk niedaleko Poznania. W 1937 z rodziną wyemigrował do Francji (przyjął obywatelstwo francuskie w 1964 roku, lecz nie zrzekł się obywatelstwa polskiego). Przywiózł ze sobą koszulkę reprezentacji Polski, którą rodzina Obraniaków traktowała jak relikwię. Zmarł, gdy Ludovic miał dwa lata.
20 lutego 2008 wystąpił z odpowiednim wnioskiem do konsulatu w Lille. 5 czerwca 2009 uzyskał urzędowe potwierdzenie posiadania obywatelstwa polskiego. 7 czerwca wojewoda mazowiecki wydał decyzję potwierdzającą posiadanie polskiego obywatelstwa przez Ludovica Josepha Obraniaka. Pomocy w jego staraniach udzielał mu polski korespondent prasowy i menedżer piłkarski Tadeusz Fogiel. Tak wypowiedział się o tym Ludovic Obraniak:

Chciałem zostać graczem reprezentacji narodowej Polski, nie tylko aby grać, lecz przede wszystkim, aby oddać hołd pamięci mojego dziadka zmarłego w 1986 roku. Przed wielu laty przywiózł on z Polski do Francji koszulkę, którą przechowujemy jako najświętszą relikwię. Marzyłem aby taką samą założyć w przyszłości i moje marzenie się spełniło.

5 czerwca 2012 otrzymał tytuł honorowego obywatelstwa Pobiedzisk „w uznaniu wybitnych zasług dla rozsławienia imienia miasta Pobiedziska”. Jego żoną jest pochodząca z Francji Laura Sieger (ich ślub odbył się 1 czerwca w bazylice Saint-Seurin w Bordeaux, był na nim obecny mer miasta Alain Juppé). Mają dwoje dzieci: córkę (ur. 2011), drugie dziecko urodziło się w listopadzie 2013. W styczniu 2014 Ludovic Obraniak przyznał, że czuje się Francuzem, zaś dzięki pochodzeniu i polskiej krwi ma zaszczyt występować w reprezentacji Polski.

Jest prawdą, że nie mówię poprawnie po polsku, ale czy ten fakt powinien mnie dyskryminować? Czy jest on ważniejszy niż więzy krwi?